# واتارو إكيناغا
واتارو إكيناغا (باليابانية: 池永 航) (30 نوفمبر 1991 في هيوغو في اليابان – )؛ هو لاعب كرة قدم ياباني سابق كان يلعب كمدافع.

## وصلات خارجية
- واتارو إكيناغا على موقع رابطة كرة القدم اليابانية للمحترفين (اليابانية)
- واتارو إكيناغا على موقع Soccerway.com (الإنجليزية)